# Crazy Rich Asians
Crazy Rich Asians är en amerikansk romantisk komedi som hade premiär i augusti 2018. Den är baserad på en roman med samma namn från 2013 av Kevin Kwan. I november 2018 hade filmen tjänat in över 200 miljoner dollar mot en produktionskostnad på 30 miljoner dollar.
Den i omvärlden positivt uppmärksammade filmen har filmbolaget valt att inte BIO-lansera i Sverige och vissa andra Nordiska länder. En anledning skulle kunna vara en misstanke att novellförfattarens och rollistans kinesiska/asiatiska ursprung och kulturtraditioner, skulle sakna ett bredare allmänintresse i denna region.

## Handling
Filmen följer Rachel Chu, en amerikansk professor i ekonomi, som reser till Singapore med sin pojkvän Nick Young för att delta i ett bröllop. Där upptäcker hon att Nick kommer från en extremt förmögen och inflytelserik familj – något han inte berättat för henne. Hon måste sedan navigera i den glittriga men också hårda världen av asiatiska överklassen, där hon möts av misstänksamhet och motstånd, särskilt från Nicks mamma, Eleanor.

## Rollista
| Constance Wu   | – Rachel Chu            |
| Henry Golding  | – Nicholas "Nick" Young |
| Gemma Chan     | – Astrid Leong-Teo      |
| Lisa Lu        | – Shang Su Yi           |
| Awkwafina      | – Goh Peik Lin          |
| Ken Jeong      | – Goh Wye Mun           |
| Michelle Yeoh  | – Eleanor Sung-Young    |
| Sonoya Mizuno  | – Araminta Lee          |
| Chris Pang     | – Colin Khoo            |
| Jimmy O. Yang  | – Bernard Tai           |
| Ronny Chieng   | – Edison "Eddie" Cheng  |
| Remy Hii       | – Alistair Cheng        |
| Nico Santos    | – Oliver T'sien         |
| Jing Lusi      | – Amanda "Mandy" Ling   |
| Harry Shum Jr. | – Charlie Wu            |